# Liste der Stolpersteine im Kölner Stadtteil Ostheim
Die Liste der Stolpersteine im Kölner Stadtteil Ostheim führt die vom Künstler Gunter Demnig verlegten Stolpersteine im Kölner Stadtteil Ostheim auf.
Die Liste der Stolpersteine beruht auf den Daten und Recherchen des NS-Dokumentationszentrums der Stadt Köln, zum Teil ergänzt um Informationen und Anmerkungen aus Wikipedia-Artikeln und externen Quellen. Ziel des Kunstprojektes ist es, biografische Details zu den Personen, die ihren (letzten) freiwillig gewählten Wohnsitz in Köln hatten, zu dokumentieren, um damit ihr Andenken zu bewahren.
|                              | Name sowie Details zur Inschrift                                                                                                | Adresse                       | Zusätzliche Informationen                                                                                     |
| ---------------------------- | --- | ----------------------------- | --- |
| Stolperstein für Jakob Brock | Hier wohnte Jakob Brock. (Jahrgang 1922) Verdacht Fahnenflucht Standgericht 7.4.1945 Hingerichtet 7.4.1945 Schießplatz Dünnwald | Neunkircher Str. 6 (Standort) | Der Stolperstein wurde 2022 verlegt. In Köln-Höhenhaus wurde am 1. September 2007 ein Weg nach Brock benannt. |